# Fujiwara-kyō
Fujiwara-kyō (jap. 藤原京 Fujiwara-kyō) – siedziba dworu cesarskiego i stolica Japonii w latach 694–710, zlokalizowana w prowincji Yamato, w miejscu współczesnego miasta Kashihara, w prefekturze Nara.

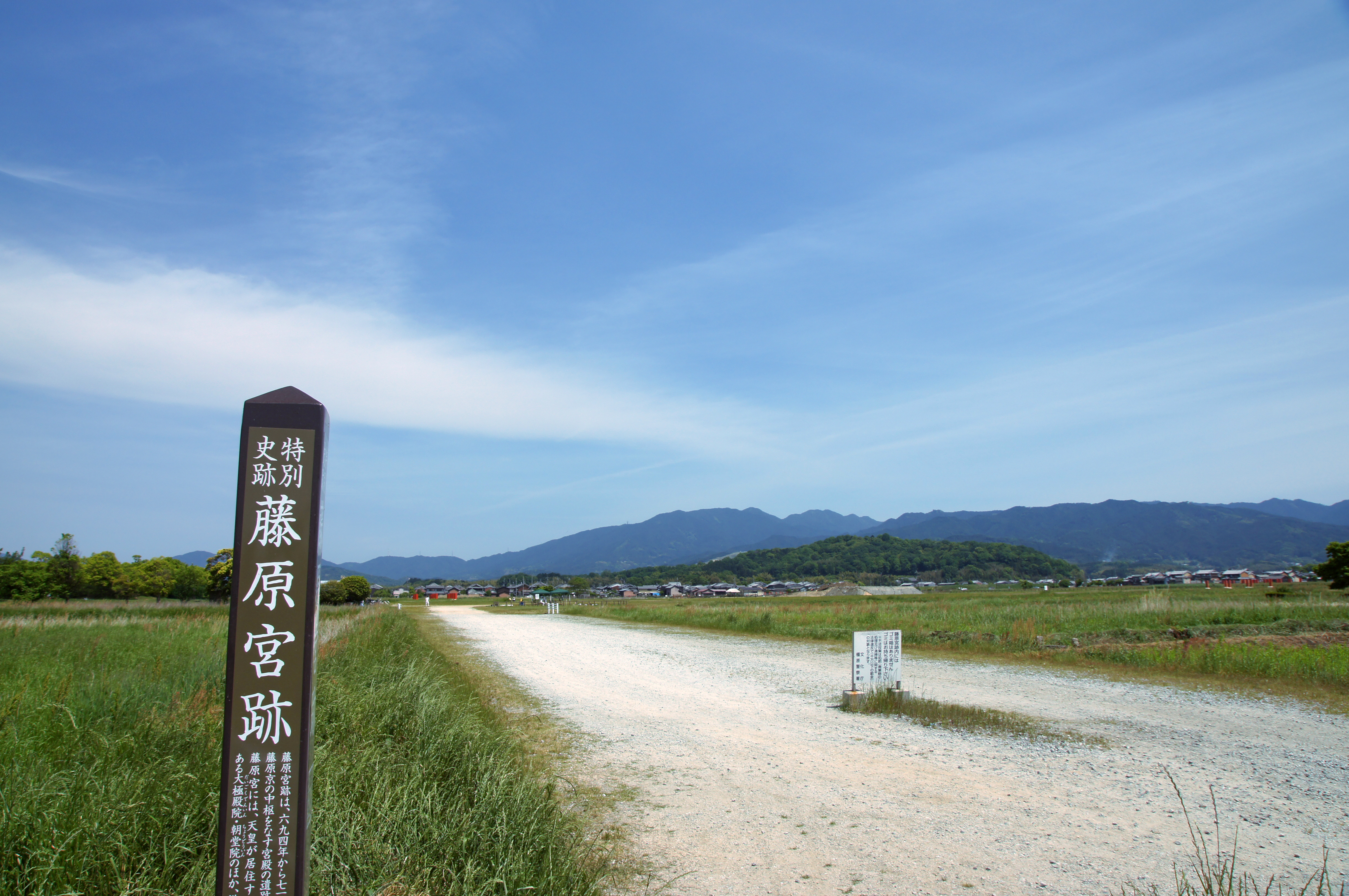
Oznaczenie miejsca byłego pałacu

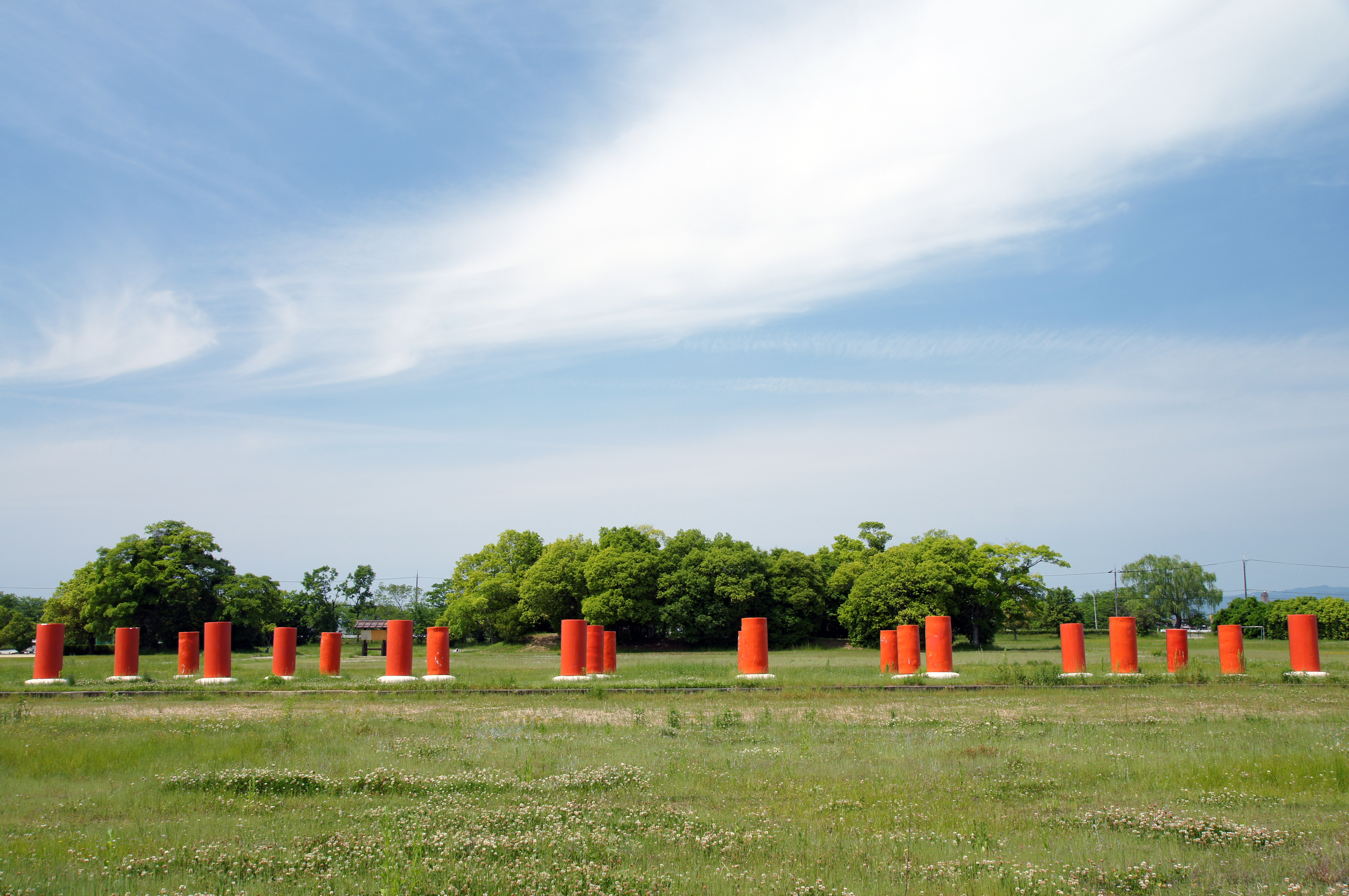
Zaznaczone miejsca po Fujiwara-kyō

Wykopaliska z 2006 r. ujawniły, że miasto było budowane co najmniej od 682 roku. Siedzibę dworu cesarskiego, z nieopodal położonego Asuka-kyō, przeniosła tu cesarzowa-władczyni Jitō (645–703) w 694 roku. 
Stolica służyła następnie cesarzowi Mommu i cesarzowej-władczyni Gemmei (661–721), która (panowała w latach 707–715), ostatecznie przeniosła siedzibę dworu do Heijō-kyō („Stolica Pokoju”) w 710 roku. Była to nazwa formalna, ale od początku potocznie była używana lokalna nazwa Nara.
Miasto Fujiwara-kyō spłonęło w 711 r., rok po przenosinach dworu cesarskiego do Heijō-kyō. Nigdy nie zostało odbudowane.